# Федеріко Вісмара (фехтувальник)
Федеріко Вісмара (італ. Federico Vismara, нар. 10 липня 1997, Мілан, Італія) — італійський фехтувальник на шпагах, чемпіон світу та Європи.

## Виступи на Олімпіадах
| Олімпіада  | Дисципліна          | Місце |
| ---------- | ------------------- | ----- |
| Париж 2024 | індивідуальна шпага | 5     |
| Париж 2024 | командна шпага      | 5     |